# Alice Kellen
Alice Kellen (València, 1989) és una escriptora valenciana de literatura romàntica juvenil i adulta. Va començar la seva carrera com a escriptora en 2013 amb Porta'm a qualsevol lloc i ha continuat publicant fins a l'actualitat, comptant ja amb quinze llibres en el mercat.

## Biografia
Va escollir aquest pseudònim per Alicia al país de les meravelles i Marian Keyes.
Va voler estudiar Història de l'Art, però com que no tenia suficient nota en la prova de selectivitat, va començar a estudiar Filologia Espanyola, carrera que la va decebre i va abandonar en poc temps. Després d'abandonar els estudis universitaris, va començar una empresa de màrqueting amb el seu marit, i no va ser fins a la publicació del seu primer llibre, que va començar a dedicar-se de manera exclusiva a l'escriptura
La seva primera novel·la es titula Porta'm a qualsevol lloc, una comèdia romàntica que va publicar en Amazon en 2013 i va aconseguir posicionar-se com un dels llibres més venuts, fet que va cridar l'atenció de diverses editorials, entre elles NEO, que va publicar la novel·la sota el seu segell a l'any següent. Encara que ja estava en contacte amb l'editorial New Adult, Alice va seguir acte publicant-se, i algunes de les seves novel·les van veure la llum sota altres segells editorials, com Titania, fins que finalment es va establir sota el segell editorial Planeta. La seva obra ha estat traduïda a una desena d'idiomes.